# ?: A Question Mark
Pour les articles homonymes, voir ? (homonymie) et Question Mark.
?: A Question Mark ou Question Mark est un film d'horreur indien, réalisé par  Allyson Patel et Yash Dave, sorti en 2012.